# 元山市
元山市（ウォンサンし、げんざんし、원산시）は、朝鮮民主主義人民共和国（北朝鮮）江原道の道庁所在地（北朝鮮では道庁は道人民委員会と呼ばれている）。日本海側港湾工業都市であり、軍港である。
日本の新潟港に入港していた万景峰号の母港でもある。国際観光都市として開放されており、中国人の観光客が多い。

## 地理・気候
朝鮮半島東海岸中部の元山湾に面し、西には馬息嶺の山並みが連なる。首都平壌へ200km、金剛山へ120kmの地点にある。
朝鮮半島東海岸にある東朝鮮湾の奥には、南の葛麻半島と北の虎島半島（咸鏡南道金野郡に属する）に囲まれた永興湾があり、日本海の荒波から守られた天然の良港になっている。葛麻半島の内側が元山港のある元山湾（徳源湾）で、葛麻半島の外の永興湾には薪島・大島・小島・熊島・麗島など20余りの離島が点在する。
元山港の北西には海水浴場や遊園地のある松涛園遊園地が続き、元山港の東の葛麻半島西岸には明沙十里という長い砂浜があり、いずれも景勝地となっている。
付近の山には長徳山・牛山・南山・北望山などがある。
気候は海に面するために海洋性気候で比較的温暖である。最も寒い1月の平均気温は-2.2℃でケッペンの気候区分では温帯に属する。

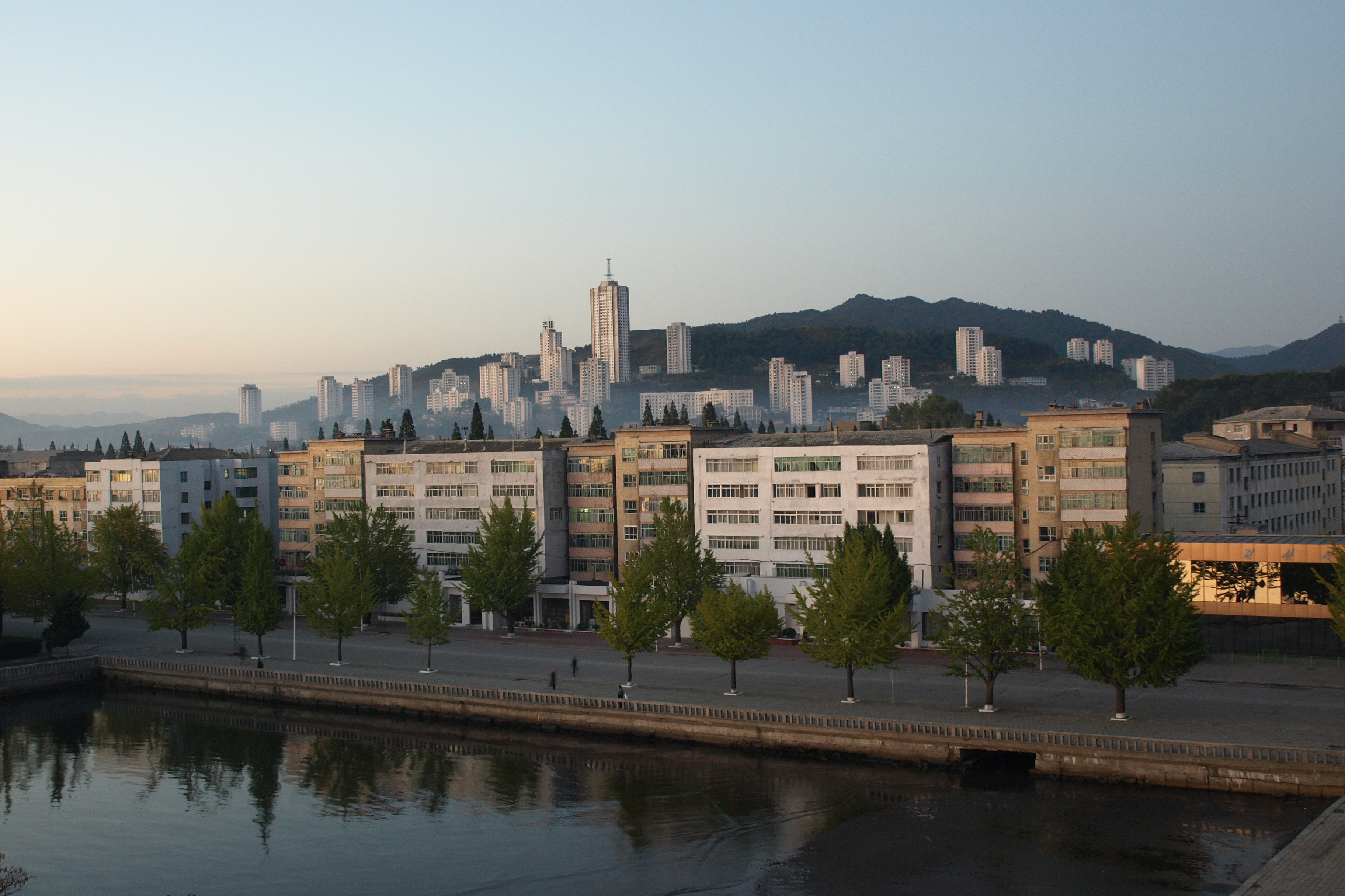
元山市

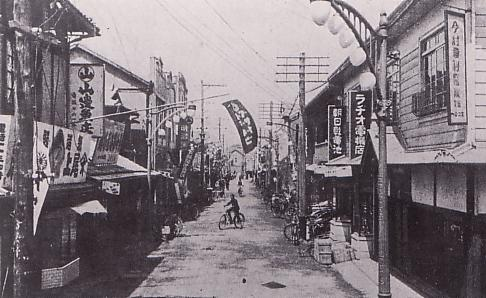
日本統治時代の元山府の仲町

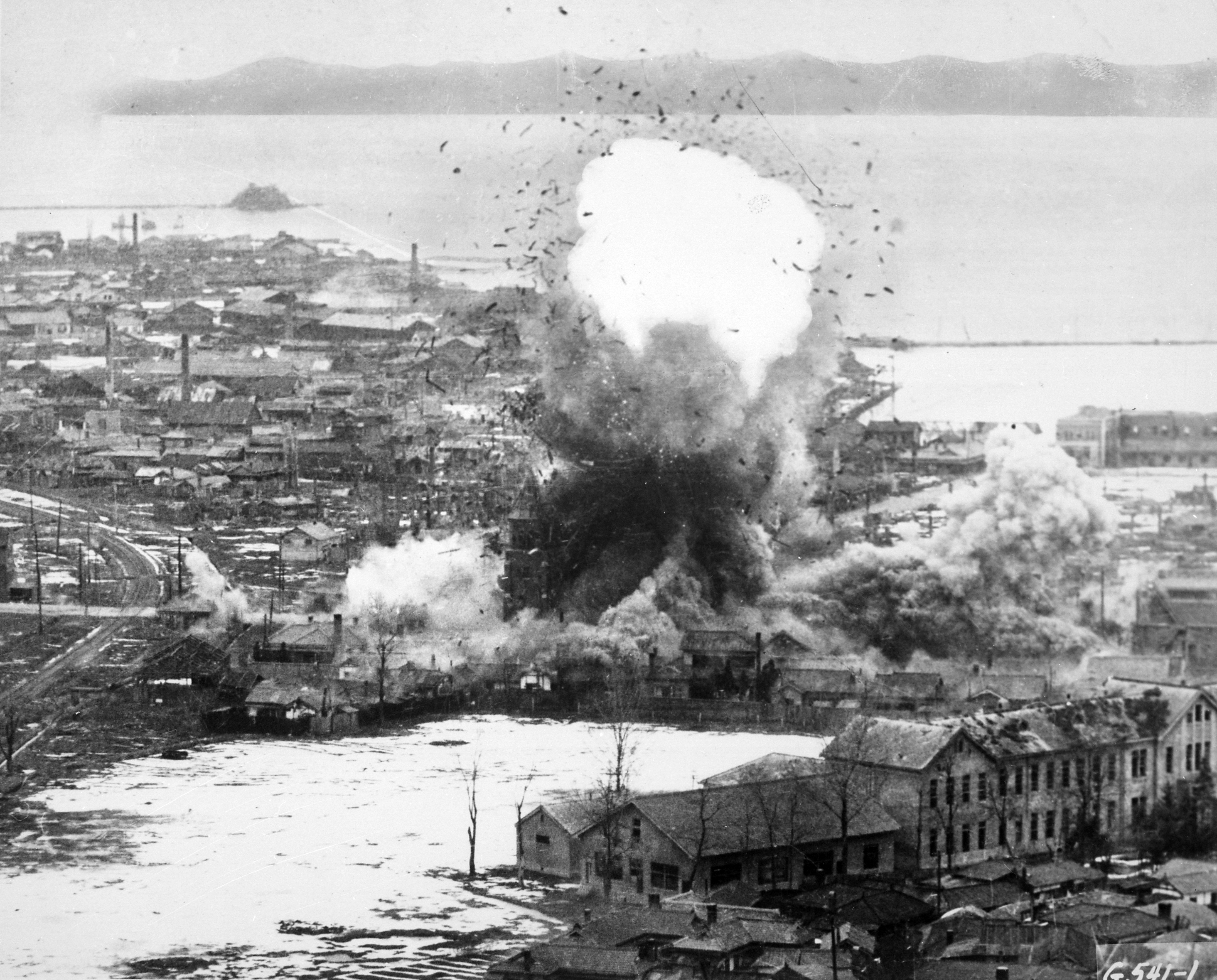
1951年頃、米軍B26爆撃機の攻撃を受ける元山港

| 元山(1981〜2010)の気候 | 元山(1981〜2010)の気候 | 元山(1981〜2010)の気候 | 元山(1981〜2010)の気候 | 元山(1981〜2010)の気候 | 元山(1981〜2010)の気候 | 元山(1981〜2010)の気候 | 元山(1981〜2010)の気候 | 元山(1981〜2010)の気候 | 元山(1981〜2010)の気候 | 元山(1981〜2010)の気候 | 元山(1981〜2010)の気候 | 元山(1981〜2010)の気候 | 元山(1981〜2010)の気候 |
| 月                     | 1月                    | 2月                    | 3月                    | 4月                    | 5月                    | 6月                    | 7月                    | 8月                    | 9月                    | 10月                   | 11月                   | 12月                   | 年                     |
| ---------------------- | ---------------------- | ---------------------- | ---------------------- | ---------------------- | ---------------------- | ---------------------- | ---------------------- | ---------------------- | ---------------------- | ---------------------- | ---------------------- | ---------------------- | ---------------------- |
| 日平均気温 °C （°F）   | −2.2 (28)              | −0.4 (31.3)            | 4.1 (39.4)             | 10.8 (51.4)            | 16.1 (61)              | 19.0 (66.2)            | 22.6 (72.7)            | 23.8 (74.8)            | 19.1 (66.4)            | 13.7 (56.7)            | 7.1 (44.8)             | 0.8 (33.4)             | 11.21 (52.18)          |
| 降水量 mm （inch）     | 35.9 (1.413)           | 40.8 (1.606)           | 45.4 (1.787)           | 85.4 (3.362)           | 115.6 (4.551)          | 169.9 (6.689)          | 305.1 (12.012)         | 290.1 (11.421)         | 206.0 (8.11)           | 98.2 (3.866)           | 65.3 (2.571)           | 22.1 (0.87)            | 1,479.8 (58.258)       |
| 出典：気象庁           |                        |                        |                        |                        |                        |                        |                        |                        |                        |                        |                        |                        |                        |

| 元山 1961 - 1990年平均の気候            | 元山 1961 - 1990年平均の気候 | 元山 1961 - 1990年平均の気候 | 元山 1961 - 1990年平均の気候 | 元山 1961 - 1990年平均の気候 | 元山 1961 - 1990年平均の気候 | 元山 1961 - 1990年平均の気候 | 元山 1961 - 1990年平均の気候 | 元山 1961 - 1990年平均の気候 | 元山 1961 - 1990年平均の気候 | 元山 1961 - 1990年平均の気候 | 元山 1961 - 1990年平均の気候 | 元山 1961 - 1990年平均の気候 | 元山 1961 - 1990年平均の気候 |
| 月                                      | 1月                          | 2月                          | 3月                          | 4月                          | 5月                          | 6月                          | 7月                          | 8月                          | 9月                          | 10月                         | 11月                         | 12月                         | 年                           |
| --------------------------------------- | ---------------------------- | ---------------------------- | ---------------------------- | ---------------------------- | ---------------------------- | ---------------------------- | ---------------------------- | ---------------------------- | ---------------------------- | ---------------------------- | ---------------------------- | ---------------------------- | ---------------------------- |
| 日平均気温 °C （°F）                    | −3.6 (25.5)                  | −1.9 (28.6)                  | 2.9 (37.2)                   | 9.8 (49.6)                   | 15.5 (59.9)                  | 18.8 (65.8)                  | 22.5 (72.5)                  | 23.2 (73.8)                  | 18.7 (65.7)                  | 12.9 (55.2)                  | 6.0 (42.8)                   | −0.4 (31.3)                  | 10.37 (50.67)                |
| 出典：World Climate Wonsan, North Korea |                              |                              |                              |                              |                              |                              |                              |                              |                              |                              |                              |                              |                              |

## 行政区画
45洞・14里を管轄する。
| - 葛麻洞（カルマドン） - 凱旋洞（ケソンドン） - 館豊洞（クァンプンドン） - 広石洞（クァンソクトン） - 南山洞（ナムサンドン） - 内元山洞（ネウォンサンドン） - 徳城洞（トクソンドン） - 東明山洞（トンミョンサンドン） - 麗島洞（リョドドン） - 龍下洞（リョンハドン） - 栗洞（リュルトン） - 明砂十里洞（ミョンサシムニドン） - 銘石洞（ミョンソクトン） - 訪霞山洞（パンハサンドン） - 洑幕洞（ポンマクトン） - 烽燧洞（ポンスドン） - 烽春洞（ポンチュンドン） - 三峯洞（サンボンドン） - 上洞（サンドン） - 石隅洞（ソグドン） - 石峴洞（ソキョンドン） - セギル洞（セギルトン） - 松川洞（ソンチョンドン） - 松興洞（ソンフンドン） - 勝利洞（スンニドン） - 新城洞（シンソンドン） - 新豊洞（シンプンドン） - 新興洞（シヌンドン） - 陽地洞（ヤンジドン） - 臥牛洞（ワウドン） | - 元南一洞（ウォンナミルトン） - 元南二洞（ウォンナミドン） - 元石洞（ウォンソクトン） - 長徳洞（チャンドクトン） - 長山洞（チャンサンドン） - 場村洞（チャンチョンドン） - 赤川洞（チョクチョンドン） - 前進洞（チョンジンドン） - 中清洞（チュンチョンドン） - 塔洞（タプトン） - 平和洞（ピョンファドン） - 浦下洞（ポハドン） - 解放一洞（ヘバンイルトン） - 解放二洞（ヘバンイドン） - 海岸洞（ヘアンドン） - 南川里（ナムチョンニ） - 洛水里（ラクスリ） - 龍川里（リョンチョンニ） - 三台里（サムテリ） - 上自里（サンジャリ） - 水上里（スサンニ） - 新城里（シンソンニ） - 永三里（ヨンサムニ） - 長林里（チャンニムニ） - 竹山里（チュクサンニ） - 仲坪里（チュンピョンニ） - 春山里（チュンサンニ） - 七峯里（チルポンニ） - 峴洞里（ヒョンドンニ） |

葛麻洞付近に元山葛麻海岸観光地区の建設が宣言された。
(2018年の朝鮮中央テレビ5カ年戦略説明番組より。)

## 歴史

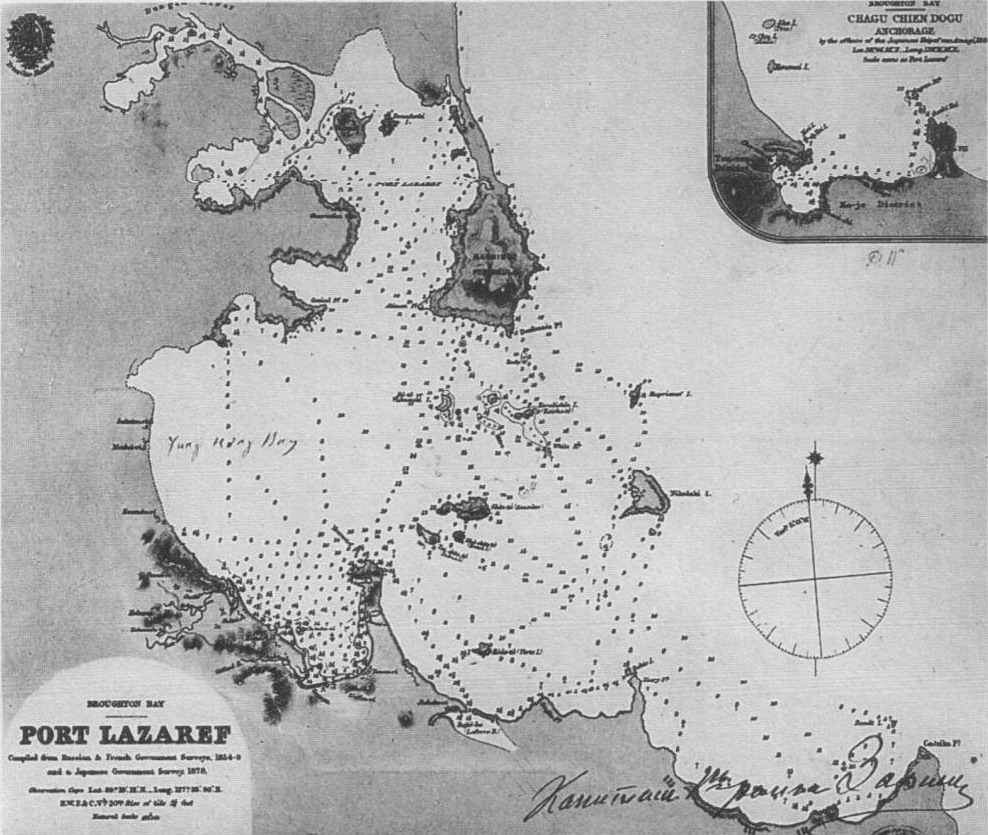
19世紀の永興湾の地図。ロシア帝国は元山を「ラザレフ港」と呼んでロシア海軍の軍港として支配することを模索しており、欧米ではポート・ラザレフという名も使われていた

現在の元山港は、李氏朝鮮時代は元山津という漁村にすぎなかったが、1854年5月にエフィム・プチャーチン率いるロシアの旗艦パルラダ号が上陸し、「ラザレフ港」と命名した。1876年の日朝修好条規（江華島条約）により1880年に対外開港し、後に元山日本居留地が置かれた。1910年10月1日、徳源郡は「元山府」となった。1914年に京城府（現在のソウル）と元山府とを結ぶ鉄道（京元線）が開通し、天然の良港として、朝鮮の日本海側最大の都市として発展した。
南北分断までは咸鏡南道に属していたが、1949年江原道に編入し北側の道都となる。朝鮮戦争では1950年9月、アメリカ軍を中心とする国連軍が元山上陸作戦を行ったが、中国人民義勇軍の侵攻により12月9日に韓国軍・国連軍とも撤退した。その後1951年から1953年にかけて国連軍は海上から元山港に対して砲撃を続けた。
日本統治時代（1910年～1945年）においては、日本語読みで「げんざん」と呼ばれていた。地名も日本式の「町」がつくものが多かった。

### 年表
この節の出典
- 高句麗 - 於乙買とよばれた。
- 新羅 - 井泉郡と改称される。
- 高麗 - 宣州と改称される。
- 1413年 - 宣城郡が置かれた。
- 1437年 - 徳源郡と改称された。

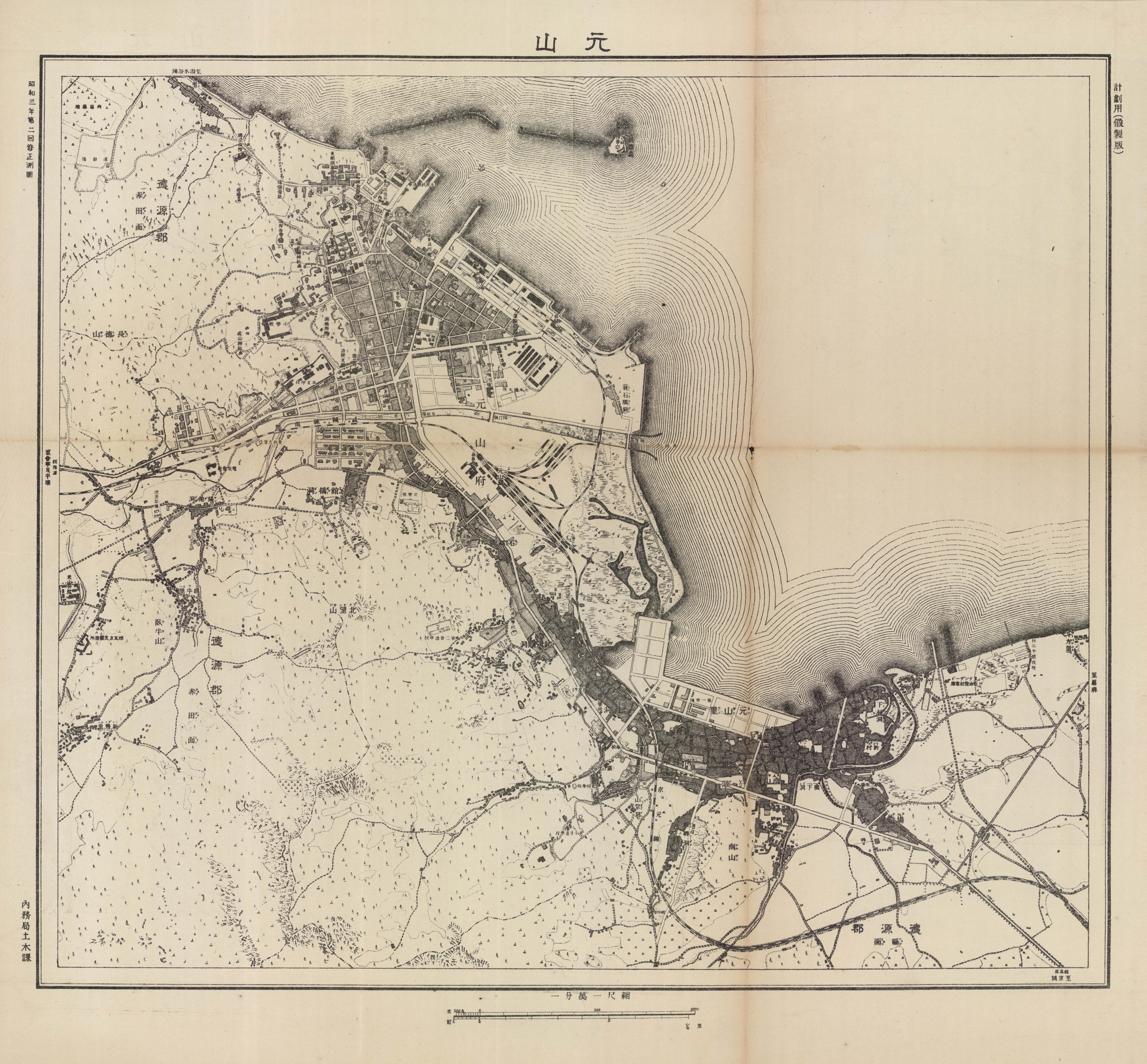
日本統治時代の元山地図

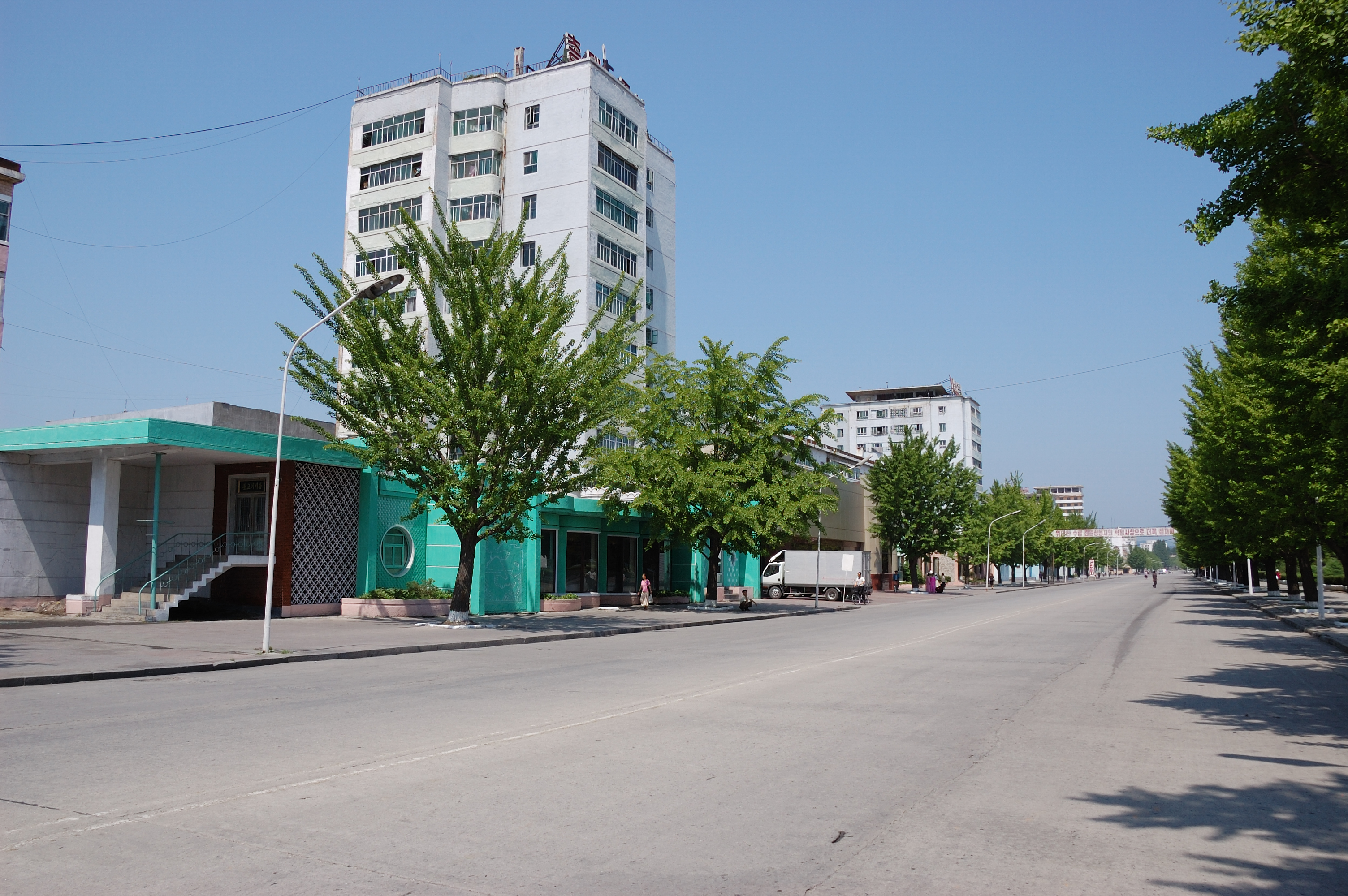
元山市街地（2008年）

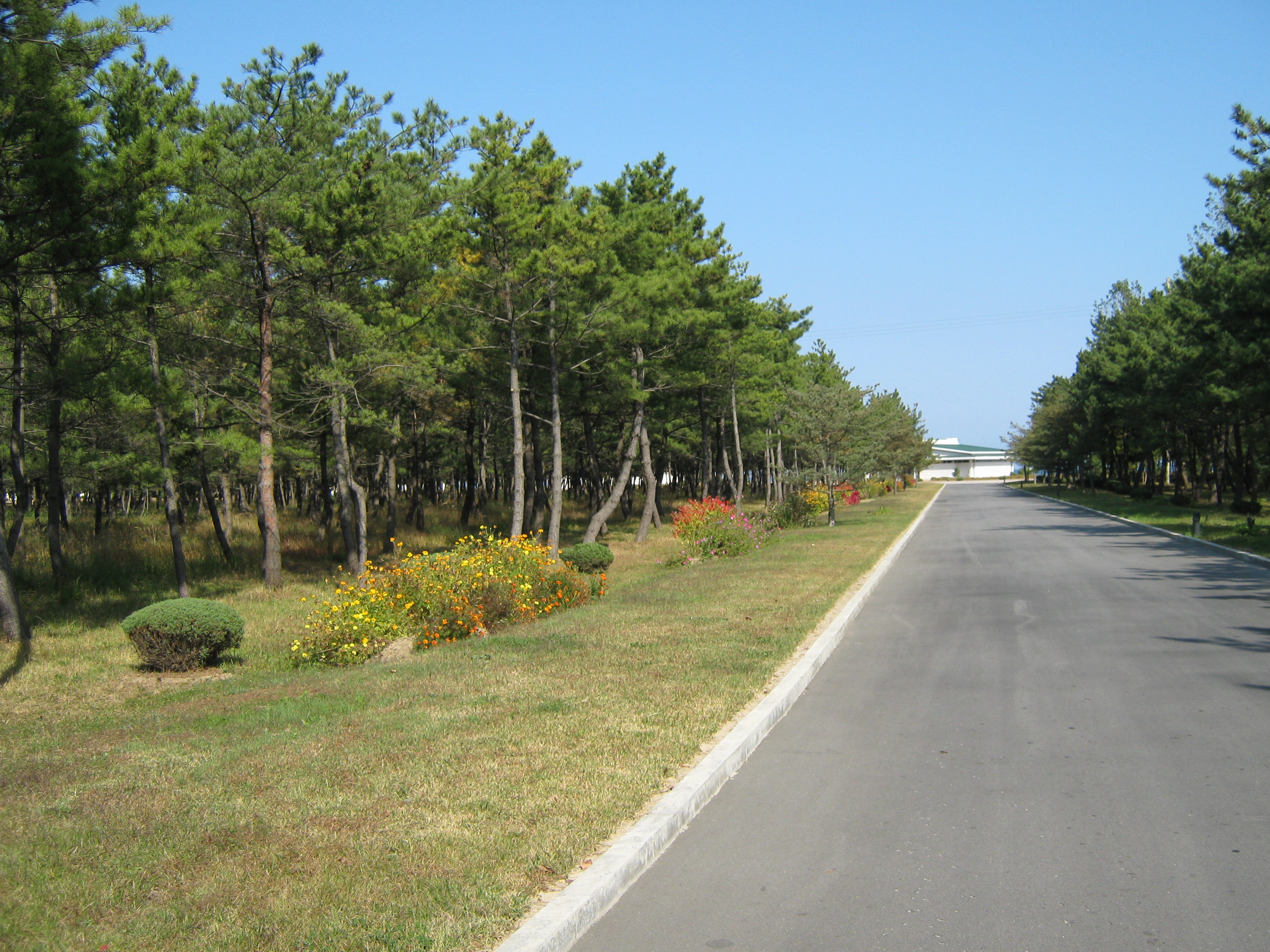
元山の海水浴場へ続く松林の道

- 1895年 - 二十三府制の施行により咸興府徳源郡となる。
- 1896年 - 十三道制の施行により咸鏡南道徳源郡となる。
- 1912年 - 徳源郡を廃止し元山府（新設）・安辺郡に分割編入。
- 1914年4月1日 - 郡面併合により、元山港付近の区域（県面・赤田面の各一部）を新たな元山府として指定する。農村部と安辺郡永豊面および下道面の麗島・高原郡下鉢面の熊島を徳源郡として編成。県面の一部が安辺郡に編入。この時点で徳源郡に以下の面が成立。(6面)
  - 府内面・北城面・赤田面・県面・豊上面・豊下面
- 1939年 - 徳源郡赤田面・県面の各一部が元山府の一部になる。
- 1942年4月 - 徳源郡を廃止する。
  - 赤田面・県面の各一部が元山府に編入。
  - 府内面・北城面・豊上面・豊下面および赤田面の残部・県面の残部が文川郡に編入。
- 1943年 - 一部が文川郡赤田面に編入。
- 1945年 - 元山府が元山市に改称。
- 1946年9月 - 江原道の拡大により、江原道元山市となる。
  - 文川郡赤田面・県面および徳源面の一部を編入。
- 1952年12月 - 郡面里統廃合により、江原道元山市の一部地域をもって、元山市を設置。元山市に以下の里が成立。(43里)
  - 龍下里・龍橋里・場村里・上洞里・銘石里・石隅里・新興里・広石里・山祭里・平和里・浦下里・中里・陽地里・海岸里・松下里・明砂里・鉄山里・烽燧里・中央里・南北里・上南里・長興里・内元山里・葛麻里・春山里・峴洞里・訪霞山里・中清里・龍川里・新城里・城北里・麗島里・洛水里・三台里・赤川里・仲坪里・松川里・館豊里・新豊里・松興里・臥牛里・長徳里・春城里
- 1955年 (33洞11里)
  - 中清里が分割され、中清一洞・中清二洞が発足。
  - 長徳里が長徳洞に昇格。
  - 館豊里が館豊洞に昇格。
  - 新豊里が新豊洞に昇格。
  - 臥牛里が臥牛洞に昇格。
  - 平和里が平和洞に昇格。
  - 陽地里が陽地洞に昇格。
  - 松興里が松興洞に昇格。
  - 鉄山里が鉄山洞に昇格。
  - 烽燧里が烽燧洞に昇格。
  - 石隅里が石隅洞に昇格。
  - 銘石里が銘石洞に昇格。
  - 上洞里が上洞に昇格。
  - 広石里が広石洞に昇格。
  - 山祭里が山祭洞に昇格。
  - 新興里が新興洞に昇格。
  - 海岸里が海岸洞に昇格。
  - 龍橋里が龍橋洞に昇格。
  - 場村里が場村洞に昇格。
  - 訪霞山里が訪霞山洞に昇格。
  - 龍下里が龍下洞に昇格。
  - 葛麻里が葛麻洞に昇格。
  - 内元山里が内元山洞に昇格。
  - 長興里が長興洞に昇格。
  - 新城里が新城洞に昇格。
  - 麗島里が麗島洞に昇格。
  - 南北里が南北洞に昇格。
  - 中央里が中央洞に昇格。
  - 城北里が城北洞に昇格。
  - 明砂里が明砂洞に昇格。
  - 浦下里が浦下洞に昇格。
  - 松下里が松下洞に昇格。
- 1957年 (30洞10里)
  - 新豊洞の一部が分立し、高陵洞が発足。
  - 南北洞が海岸洞に編入。
  - 中央洞が烽燧洞に編入。
  - 城北洞が龍川里に編入。
  - 上南里が中里に編入。
  - 明砂洞が内元山洞に編入。
  - 中清一洞が中清洞に改称。
  - 中清二洞が元南洞に改称。
- 1961年12月 (35洞13里)
  - 文川郡浮雲里・徳源里・石峴里・長林里を編入。
  - 臥牛洞・新豊洞の各一部が合併し、栗洞が発足。
  - 平和洞・臥牛洞の各一部が合併し、徳城洞が発足。
  - 鉄山洞の一部が分立し、解放洞が発足。
  - 春城里・烽燧洞・鉄山洞の各一部が合併し、烽春洞が発足。
  - 石隅洞・海岸洞の各一部が合併し、元石洞が発足。
  - 中清洞の一部が分立し、三峯洞が発足。
  - 龍橋洞の一部が分立し、南山洞が発足。
  - 葛麻洞の一部が分立し、洑幕洞が発足。
  - 松下洞が松興洞に編入。
  - 中里が海岸洞に編入。
  - 龍橋洞の残部が新興洞・場村洞に分割編入。
  - 浦下洞が場村洞・内元山洞に分割編入。
  - 仲坪里・新豊洞の各一部が館豊洞に編入。
  - 新豊洞の一部が臥牛洞に編入。
  - 臥牛洞の一部が陽地洞に編入。
  - 陽地洞の一部が平和洞に編入。
  - 平和洞の一部が鉄山洞・石隅洞に分割編入。
  - 烽燧洞の一部が鉄山洞・平和洞に分割編入。
  - 石隅洞の一部が鉄山洞・銘石洞・上洞に分割編入。
  - 松川里の一部が長徳洞に編入。
  - 龍下洞の一部が葛麻洞に編入。
  - 上洞・銘石洞の境界線を調整。
- 1967年 (36洞11里)
  - 解放洞が分割され、解放一洞・解放二洞が発足。
  - 鉄山洞が分割され、鉄山一洞・鉄山二洞が発足。
  - 長徳洞が陽地洞に編入。
  - 春城里が松興洞に編入。
  - 浮雲里が松川里に編入。
  - 栗洞・臥牛洞の各一部が徳城洞に編入。
  - 徳城洞の一部が石隅洞に編入。
  - 新豊洞の一部が臥牛洞に編入。
  - 訪霞山洞の一部が龍下洞に編入。
- 1972年7月 (36洞7労働者区23里)
  - 文川郡文川邑・文坪労働者区・玉坪労働者区・佳銀労働者区・永三里・新城里・竹山里・柯坪里・南昌里・橋城里・富方里・龍灘里・庫巌里・新安里・三一里・畓村里・龍井里・参洞里を編入。
  - 文川邑が分割され、文川労働者区・城門労働者区が発足。
  - 柯坪里が柯坪労働者区に昇格。
  - 庫巌里が庫巌労働者区に昇格。
  - 鉄山二洞が勝利洞に改称。
- 1974年5月 (43洞25里)
  - 川内郡石田里・徳興里を編入。
  - 文川労働者区が文川洞に昇格。
  - 城門労働者区が城門洞に昇格。
  - 文坪労働者区が文坪洞に昇格。
  - 佳銀労働者区が佳銀洞に昇格。
  - 柯坪労働者区が柯坪洞に昇格。
  - 玉坪労働者区が玉坪洞に昇格。
  - 庫巌労働者区が庫巌洞に昇格。
- 1976年6月 (39洞11里)
  - 鉄山一洞が凱旋洞に改称。
  - 赤川里が赤川洞に昇格。
  - 松川里が松川洞に昇格。
  - 徳源里が徳源洞に昇格。
  - 文川洞・城門洞・文坪洞・佳銀洞・柯坪洞・玉坪洞・庫巌洞・南昌里・橋城里・富方里・龍井里・龍灘里・新安里・参洞里・三一里・畓村里・徳興里・石田里が新設の文川郡に編入。
- 1977年 (39洞11里)
  - 高陵洞が塔洞に改称。
  - 長興洞が長山洞に改称。
  - 徳源洞がセギル洞に改称。
- 1984年 - 安辺郡南川里・七峯里・水上里・上自里を編入。(39洞15里)
- 1986年 (41洞15里)
  - 徳城洞・銘石洞・石隅洞の各一部が合併し、北邙山洞が発足。
  - 陽地洞の一部が分立し、長徳洞が発足。
- 1987年 - 北邙山洞が東明山洞に改称。(41洞15里)
- 1991年 - 山祭洞が前進洞に改称。(41洞15里)
- 1993年 (44洞15里)
  - 内元山洞の一部が分立し、明砂十里洞が発足。
  - 元南洞が分割され、元南一洞・元南二洞が発足。
  - 場村洞の一部が分立し、浦下洞が発足。
  - 峴洞里の一部が洑幕洞に編入。
  - 広石洞の一部が前進洞に編入。
  - 場村洞の一部が内元山洞に編入。
- 1995年 - 石峴里が石峴洞に昇格。(45洞14里)

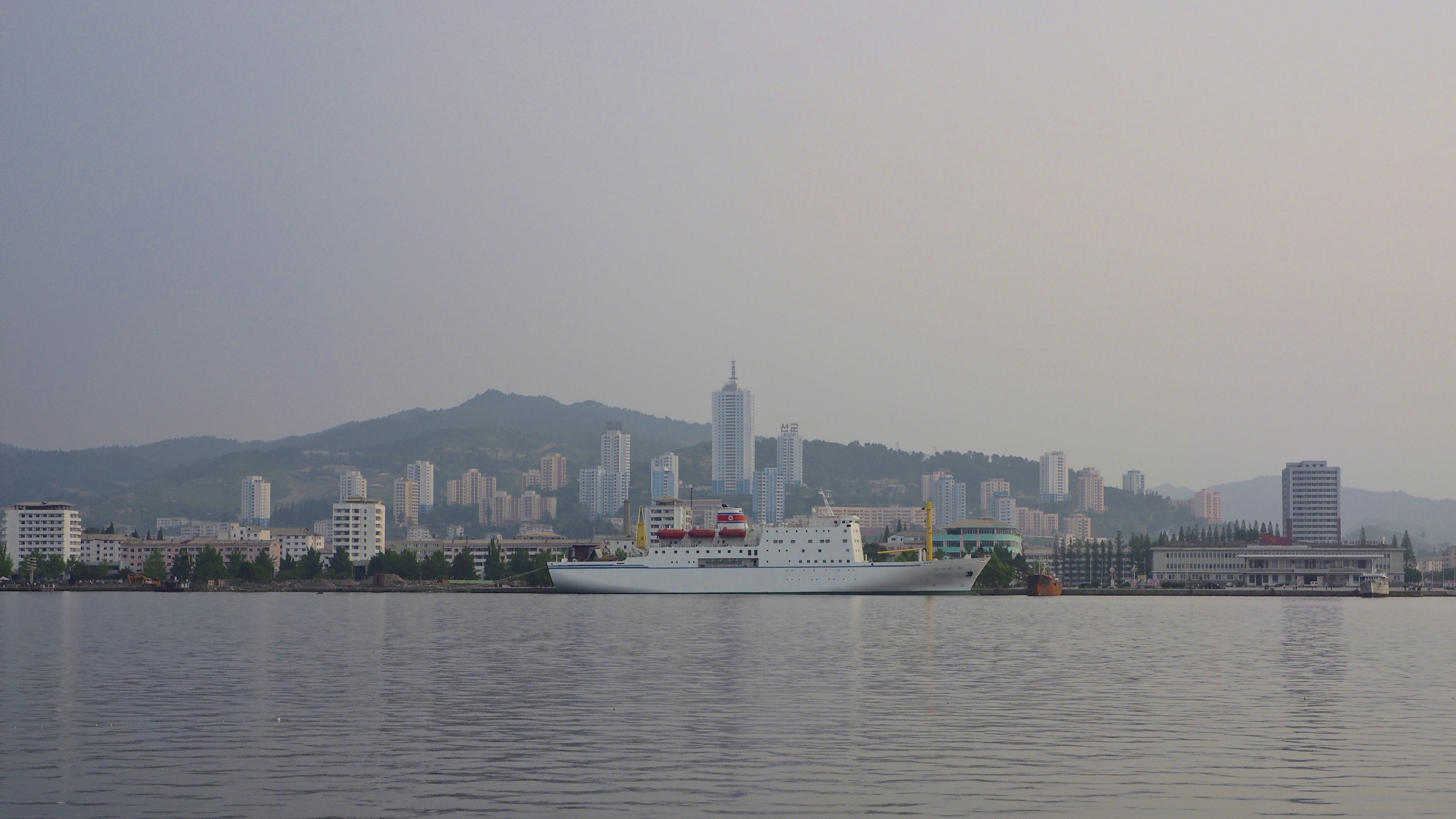
沖合から見た元山

## 経済
水産物加工・造船・化学工業・紡績などの工場がある。農業は米・野菜の生産および畜産など。
石板が馬息嶺付近から産出され、一部の地方で屋根を葺くのに使われていた。

## 教育
- 元山経済大学
- 金剛大学
- 元山農業大学

他にも十数校の大学がある。

## 施設・名所
- 松涛園海水浴場
- 松涛園国際少年団野営場
- 明砂十里
- 葛麻半島
- 旧元山駅
- 元山葛麻海岸観光地区

## 交通
鉄道
- 江原線（旧：京元線・咸鏡線）
  - セギル駅 - 元山駅 - 葛麻駅
- 松涛園線
  - 元山駅 - 松涛園駅
- 元山港線
  - 葛麻駅 - 元山港駅

中心駅は元山駅
高速道路
- 平壌 - 元山間の高速道路
- 元山 - 金剛山間の高速道路

空港
- 元山空港（葛麻空港、かるまくうこう）- 2014年に軍民共用化

船
- 万景峰号　元山 - 新潟間。不定期便　2006年以降は新潟に運航していない。

## 姉妹都市
- ロシア・ウラジオストク[6]

### かつての姉妹都市
- 日本・鳥取県境港市（1992年締結、2006年破棄）

## 出身有名人
- 金時鐘 - 日本で活躍する詩人
- 林尚男 - 日本の作家
- 村上元三 - 日本の小説家
- 崔容信 - 韓国の小説「常緑樹」のモデルになった女性教育家
- 小野ヤスシ - 日本のタレント。父親が船員学校を運営していた関係で誕生当時在住していた。ちなみに母親がかつての姉妹都市だった境港市出身。